# Staré Město pod Landštejnem
Staré Město pod Landštejnem là một làng thuộc huyện Jindřichův Hradec, vùng Jihočeský, Cộng hòa Séc.